# Aspidopterys
Aspidopterys é um género botânico pertencente à família Malpighiaceae.

## Espécies
| - Aspidopterys andamanica - Aspidopterys balakrishnanii - Aspidopterys canarensis - Aspidopterys cavaleriei | - Aspidopterys celebensis - Aspidopterys concava - Aspidopterys cordata - Aspidopterys costulata |